# Верхний Неббио
Верхний Неббио (фр. Haut-Nebbio) — упразднённый в 2015 году кантон во Франции, находился в регионе Корсика, департамент Верхняя Корсика. Входил в состав округа Бастия.
Всего в кантон Верхний Неббио входит 10 коммун, из них главной коммуной является Мурато. 22 марта 2015 года коммуны были перераспределены между кантонами Бигулья-Неббио, Голо-Морозалья и Л’Иль-Рус.

## Коммуны кантона
| Коммуна               | Население, чел. (1999) | Почтовый индекс | Код INSEE |
| --------------------- | ---------------------- | --------------- | --------- |
| Лама                  | 130                    | 20218           | 2B136     |
| Мурато                | 555                    | 20239           | 2B172     |
| Пьеве                 | 85                     | 20246           | 2B230     |
| Пьетральба            | 314                    | 20218           | 2B223     |
| Рапале                | 131                    | 20258           | 2B257     |
| Рутали                | 247                    | 20239           | 2B265     |
| Сан-Гавино-ди-Тенда   | 56                     | 20246           | 2B301     |
| Санто-Пьетро-ди-Тенда | 332                    | 20246           | 2B314     |
| Сорио                 | 148                    | 20246           | 2B287     |
| Уртака                | 172                    | 20218           | 2B332     |

## Население
Население кантона на 2008 год составляло 2551 человек.
| 1962 | 1968 | 1975 | 1982 | 1990 | 1999 | 2006 | 2007 | 2008 |
| ---- | ---- | ---- | ---- | ---- | ---- | ---- | ---- | ---- |
| 2387 | 2562 | 2192 | 1995 | 1925 | 2170 | —    | —    | 2551 |